# أحمد العسيلي
أحمد العسيلي كاتب مصري ومقدم برامج تلفزيونية وإذاعية، ولد عام 1976 وتخرج في كلية الألسن قسم اللغة الألمانية عام 1997م.
له عدد من المؤلفات منها كتاب «مالوش اسم» و«الكتاب الثاني»، كما قام بتأليف عدد من القصص القصيرة والتي نشرت بمجلة 7أيام. يرى البعض أنه يسعى من خلال كتاباته وبرامجه إلى نشر الوعي والثقافة ويحاول البحث عن حلول جديده لمشاكل المجتمع المصري.

## الأعمال الإذاعية والمصورة
بدأ العسيلي مشواره بالإذاعة حيث قدم برنامج FMTV عام 2004-2005، وفي عام 2007-2008 قام بتقديم برنامج تلفزيوني باسم حبة عسيلي وهو برنامج يهتم بمناقشة قضايا مجتمعية وفلسفية وكذلك مشكلات حياتية تواجه الإنسان بشكل عام والمجتمع المصري على وجه الخصوص، حيث يستضيف فيه أشخاص من الشارع المصري يتحدثون حول مفهومهم لتلك القضايا ويبحث معهم عن حلول للمشكلات التي تواجه المجتمع بصفة عامة، ومن ضمن القضايا التي ناقشها في هذا البرنامج قضية حرية الإرادة وهل الإنسان مخير أم مسير، كذلك ناقش مشاكل تتعلق بمفهوم الإبداع والسعادة والتعليم وغيرها.. كما قام بتصوير عدد آخر من الحلقات عام 2011 بعد ثورة 25 يناير في مصر.
قام أيضاً بتصوير عدد من الحلقات أسماها بالحلزونة  ولكنها لم تعرض على التلفزيون حيث تم تصويرها وعرضها على شبكة الإنترنت والحلزونة عبارة عن شرح لعدد من المحاضرات الفلسفية عن العدالة والتي قدمها الفيلسوف الأمريكي مايكل ساندل بجامعة هارفارد.
قدم العسيلي أيضاً محاضرة فلسفية حول عدم اليقين والفرق بينه وبين الشك في تيدكس بالقاهرة.